# Palacio Ferreyra

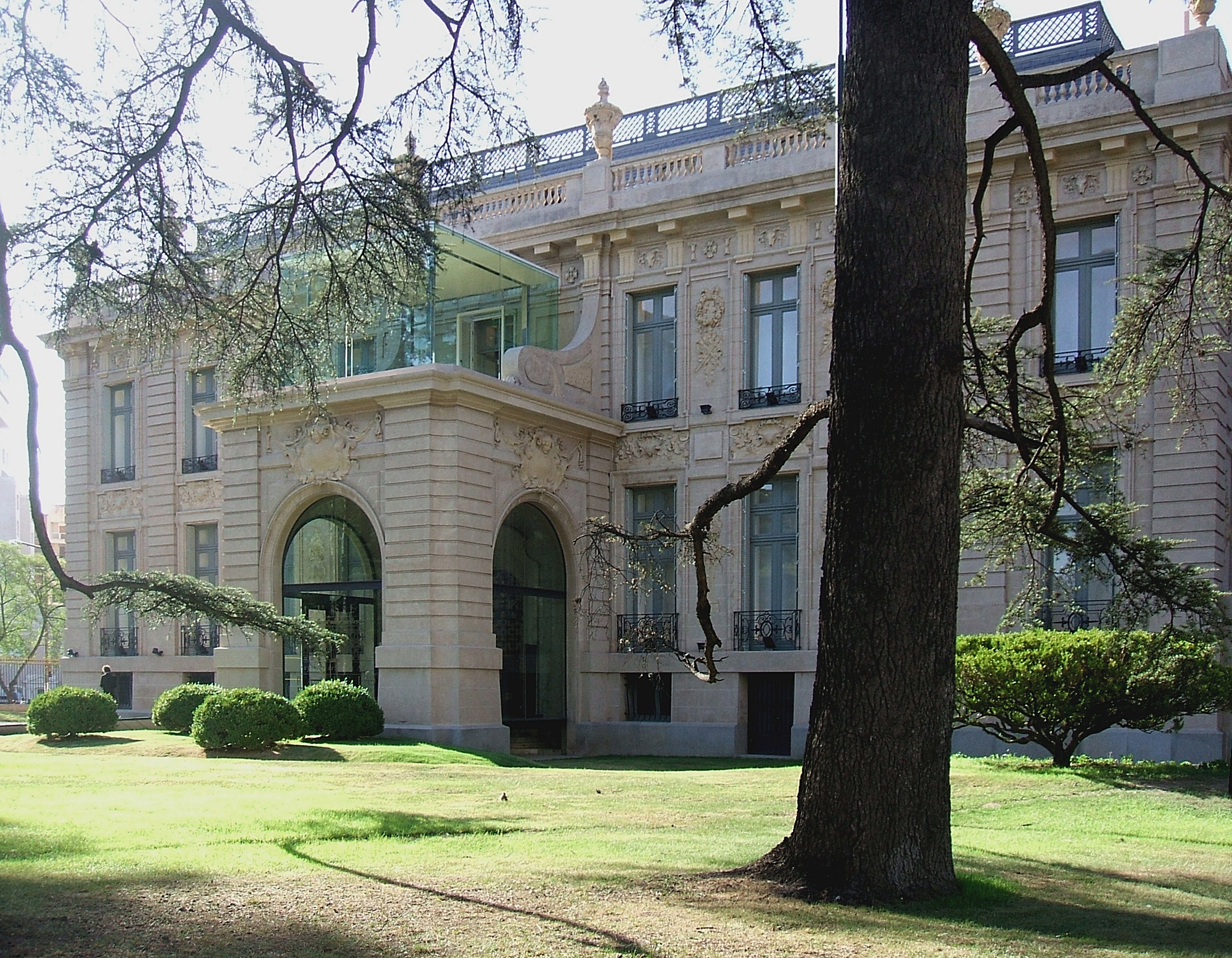
Der Palacio Ferreyra

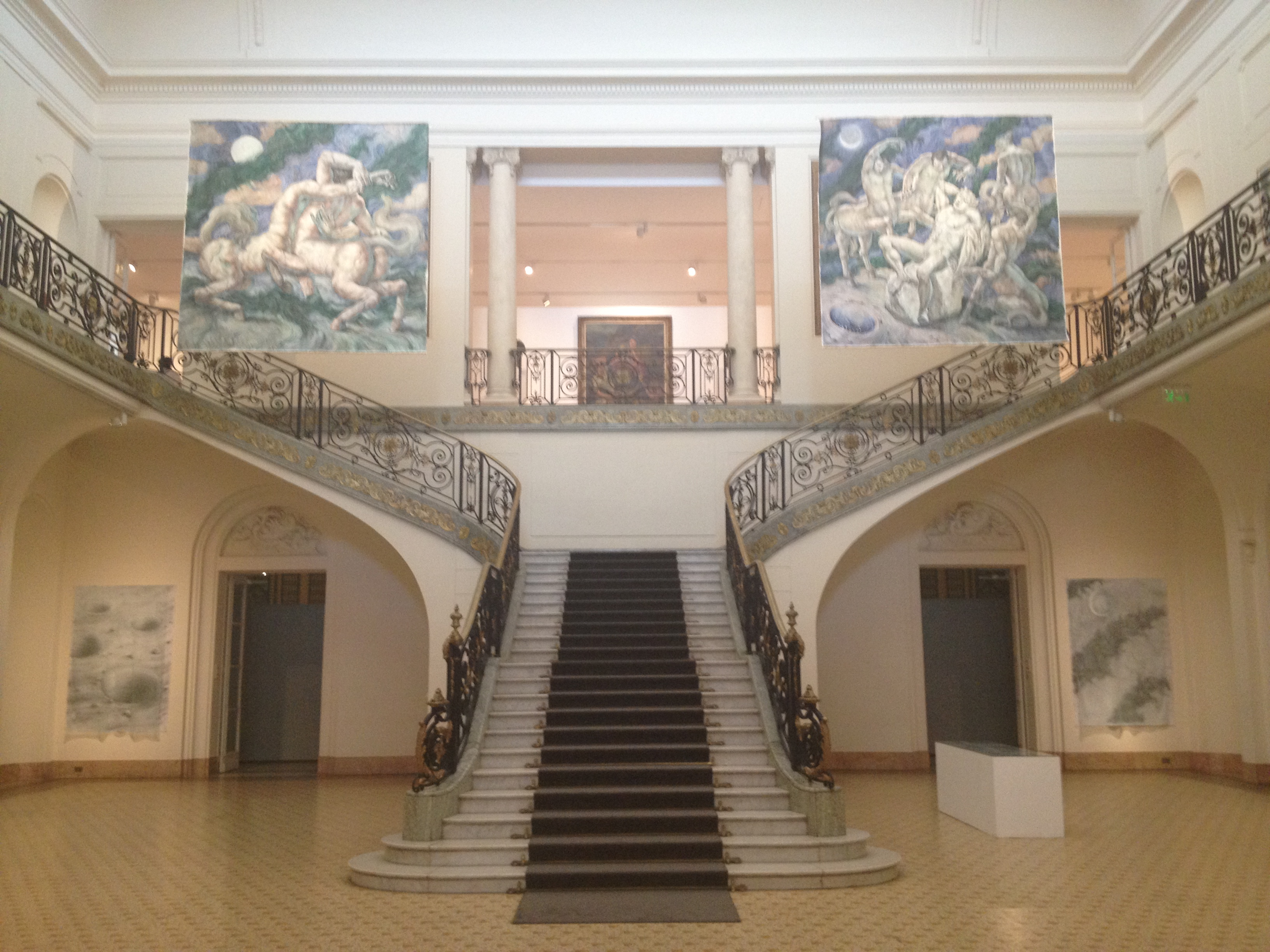
Das Treppenhaus im Inneren

Der Palacio Ferreyra wurde 1916 von dem französischen Architekten Ernst-Paul Sanson im argentinischen Córdoba gebaut. Er ist ein Zeugnis für den Einfluss der École nationale supérieure des beaux-arts de Paris und der Architektur des französischen Klassizismus des 17. und 18. Jahrhunderts auf das Bild argentinischer Städte.
Der Palacio Ferreyra wurde von Martín Ferreyra (1858–1918) in Auftrag gegeben, welcher als Vorbild für das Gebäude das Hôtel Kessler in Paris auswählte, das ebenfalls aus dem frühen 20. Jahrhundert stammt. Die technische Leitung des Baus hatte der Ingenieur Carlos Agote und die Innenausstattung wurde von der Pariser Firma Krieger vorgenommen. Der Park um das Gebäude wurde von Carlos Thays ebenfalls nach französischem Vorbild gestaltet.

## Museo Superior de Bellas Artes Evita
Seit dem 17. Oktober 2007 beherbergt das Bauwerk das Kunstmuseum Museo Superior de Bellas Artes Evita. In dem Museum werden Werke von Emilio Caraffa, Fernando Fader, Francisco Pedone, José Malanca, Joaquín Sorolla, Benito Quinquela Martín, Antonio Seguí und Raúl Pecker ausgestellt. Außerdem befinden sich hier Werke wie La celestina von Clara Ferrer Serrano, Gorrión von Miguel Ángel Budini und Inquietud von Sara Galiasso.